# Абрамчук Федір Іванович
Абрамчук Федір Іванович (нар. 17 квітня 1948, с.Сошичне, Волинська область, Україна — механік, доктор технічних наук (1993). Професор (1995).

## Біографія
Закінчив Харківський політехнічний інститут (1972), де відтоді й працює: від 1978 року на посаді асистента та доцент, а від 1993 року — професора кафедри ДВЗ.
Лауреат Державної премії України в галузі науки і техніки 2008 року за комплекс підручників «Двигуни внутрішнього згоряння»; співавтори Гутаревич Юрій Феодосійович, Марченко Андрій Петрович, Парсаданов Ігор Володимирович, Пильов Володимир Олександрович, Тимченко Ігор Іванович, Шеховцов Анатолій Федорович.

## Наукові інтереси
- теплопередача в ДВЗ,
- термонапруженість деталей камери згоряння,
- втомлюваність та довгочасна міцність деталей камери згоряння ДВЗ[1].

## Праці
- Современные дизели: повышение топливной экономичности и длительной прочности. К., 1992 (співавт.);
- Процессы в перспективных дизелях. Х., 1992 (співавт.);
- Основы повышения термоусталостной и длительной прочности поршней быстроходных форсированных дизелей. Х., 1992;
- Определение забросов термоупругих напряжений в деталях камеры сгорания на переходных режимах работы быстроходных дизелей на основе критерия Предводителева // ММ. 1997. № 1 (співавт.);
- Анализ перспективности использования поршневых алюминиевых сплавов на основе их релаксационной стойкости // ВНТ. 1997. Вып. 1 (співавт.).